# Свинарська балка
Свина́рська ба́лка — комплексна пам'ятка природи місцевого значення. Розташована на північ від села Городище Біловодського району Луганської області на території Біловодського лісництва державного підприємства «Біловодське лісомисливське господарство». Загальна площа — 5 га.
Комплексна пам'ятка природи отримала статус згідно з рішенням виконкому Ворошиловградської обласної ради народних депутатів № 247 від 28 червня 1984 року.
Діброва природного походження, у трав’яному покриві зростає півонія вузьколиста — вид, занесений до Червоної книги України. Середня висота дерев дубу досягає 14,0-16,0 метрів, середній діаметр - 16,0 сантиметрів, вік — більше 60 років. На дні балки є джерело з питною водою та невеликий струмок, завдяки чому створюються особливо сприятливі умови для існування рідкісних видів.
У 2010 р. увійшов до складу регіональний ландшафтний парк “Біловодський”